# Cinnamodendron corticosum
Cinnamodendron corticosum ist ein Baum aus der Familie der Canellaceae aus Jamaika.

## Beschreibung
Cinnamodendron corticosum wächst als Baum bis über 10 Meter hoch oder als kleiner Strauch.
Die kurz gestielten Laubblätter sind wechselständig. Die spitzen bis zugespitzten, eiförmigen bis verkehrt-eiförmigen, kahlen Blätter sind ganzrandig. Die Nebenblätter fehlen.
Es werden achselständige, kurze und traubige, wenigblütige Blütenstände gebildet. Die kleinen, orange-rötlichen und kurz gestielten Blüten mit doppelter Blütenhülle sind zwittrig. Es sind 3 gelb-grüne, dachige Kelch- und 10 aufrechte, dachige Kronblätter in zwei Kreisen ausgebildet. Die inneren Kronblätter sind kleiner. Die Staubblätter sind in einer fleischigen, kurzen Röhre verwachsen. Die bis zu 20 ungleichen, länglichen Antheren sitzen oben und außen. Es ist ein oberständiger und kahler, einkammeriger Fruchtknoten mit kurzem, dickem Griffel mit gelappter Narbe ausgebildet. Es ist ein becherförmiger, gelappter Diskus vorhanden.
Es werden kleine, fleischige und mehrsamige, eiförmige bis ellipsoide Beeren mit beständigem Kelch gebildet. Die bis zu 20 kleinen Samen liegen in einer schleimigen Pulpe.

## Verwendung
Die Rinde wird ähnlich als Gewürz verwendet wie die Winterrinde.